# 3 de janeiro
3 de janeiro é o 3.º dia do ano no calendário gregoriano. Faltam 362 dias para acabar o ano (363 em anos bissextos).

## Eventos históricos

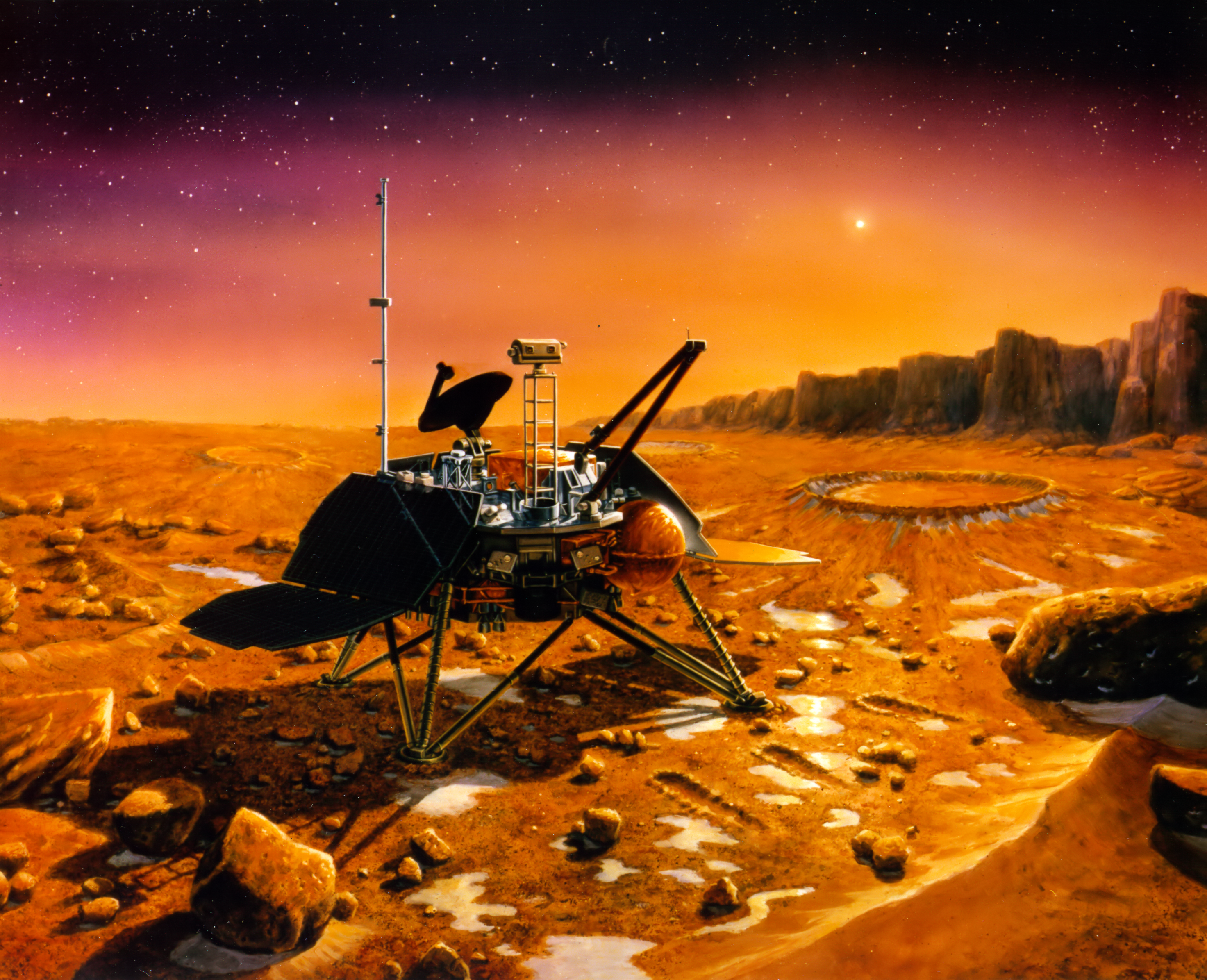
1999: Concepção artística do Mars Polar Lander pousado em Marte.

### Anteriores ao século XIX
- 0069 — As legiões romanas no Reno se recusam a declarar sua lealdade a Galba, proclamando seu legado, Aulo Vitélio, como imperador.[1]
- 0250 — O imperador Décio ordena que todos no Império Romano (exceto os judeus) façam sacrifícios aos deuses romanos.
- 1521 — Papa Leão X excomunga o então monge agostiniano Martinho Lutero na bula pontifícia Decet Romanum Pontificem.
- 1653 — Pelo Juramento da Cruz Inclinada, a Igreja Oriental na Índia se isola da tutela colonial portuguesa.[2]
- 1749 — É publicada a primeira edição do Berlingske, o jornal mais antigo em operação contínua da Dinamarca.
- 1777 — Guerra de Independência dos Estados Unidos: General e líder revolucionário anglo-americano George Washington derrota o general da metrópole britânica Lorde Cornwallis na Batalha de Princeton.

### Século XIX
- 1815 — Áustria, Reino Unido e França formam uma aliança defensiva secreta contra a Prússia e a Rússia.[3]
- 1833 — Reino Unido reivindica a soberania sobre as Ilhas Falkland.
- 1861 — Guerra Civil Americana: Delaware vota para não se separar dos Estados Unidos.[4]
- 1848 — Joseph Jenkins Roberts é empossado como o primeiro presidente da Libéria.[5]
- 1868 — Restauração Meiji no Japão: o xogunato da família Tokugawa é abolido, em favor da restauração do poder da Dinastia Yamato; agentes de Satsuma e Chōshū dividem o poder.
- 1870 — Começa a construção da Ponte do Brooklyn em Nova Iorque, Estados Unidos.

### Século XX
- 1911 — Um terremoto de magnitude 7,7 destrói a cidade de Almaty, no Turquestão russo.[6]
- 1919 — Na Conferência da Paz de Paris, o emir Faiçal I do Iraque assina um acordo com o líder sionista Chaim Weizmann sobre o desenvolvimento de uma pátria judaica na Palestina.
- 1920 — Mais de 640 pessoas morrem após um terremoto de magnitude 6,4 atingir os estados mexicanos de Puebla e Veracruz.[7]
- 1925 — Benito Mussolini anuncia que está assumindo poderes ditatoriais sobre a Itália.
- 1945 — Segunda Guerra Mundial: o almirante Chester W. Nimitz é colocado no comando de todas as forças navais dos Estados Unidos em preparação para os ataques planejados contra Iwo Jima e Okinawa no Japão.
- 1958 — Formada a Federação das Índias Ocidentais.
- 1961
  - Guerra Fria: após uma série de retaliações econômicas entre si, os Estados Unidos rompem relações diplomáticas com Cuba.[8]
  - Destruído por uma explosão de vapor o reator nuclear SL-1, matando três pessoas no primeiro e único acidente com morte em uma usina nuclear americana.
  - Um protesto dos trabalhadores agrícolas na Baixa de Cassanje, Angola portuguesa, transforma-se numa revolta, abrindo a Guerra da Independência de Angola, a primeira das Guerras Coloniais Portuguesas.[9]
- 1962 — Papa João XXIII excomunga Fidel Castro.
- 1976 — Entra em vigor o Pacto Internacional dos Direitos Econômicos, Sociais e Culturais.
- 1977 — Incorporada a Apple Computer (fundada em 1 de abril de 1976).
- 1980 — Toma posse em Portugal o VI Governo Constitucional, um governo da coligação Aliança Democrática (PPD/PSD, CDS e PPM) chefiado pelo primeiro-ministro Francisco Sá Carneiro.
- 1987 — O voo Varig 797 cai perto da Costa do Marfim, resultando em 50 mortes.
- 1990 — Invasão do Panamá pelos Estados Unidos: Manuel Noriega, ex-líder do Panamá, se rende às forças americanas.
- 1993 — Em Moscou, Rússia, George H. W. Bush e Boris Iéltsin assinam o segundo Tratado de Redução de Armas Estratégicas (START).
- 1999 — Lançamento da sonda espacial norte-americana Mars Polar Lander.

### Século XXI
- 2000 — Última edição diária das tiras de banda desenhada Peanuts.
- 2004
  - Sonda Spirit aterrissa com sucesso em Marte.
  - Voo Flash Airlines 604 cai no Mar Vermelho, resultando em 148 mortes, tornando-se um dos acidentes de aviação mais mortal da história egípcia.
- 2009 — O primeiro bloco de blockchain do sistema de pagamento descentralizado Bitcoin, chamado de bloco Gênesis, foi estabelecido pelo criador do sistema, Satoshi Nakamoto.
- 2015 — Militantes do Boko Haram dão início ao Massacre de Baga, no nordeste da Nigéria.
- 2016 — Como consequência da execução de Nimr al-Nimr, o Irã encerra suas relações diplomáticas com a Arábia Saudita.
- 2018 — Analistas informáticos relatam duas vulnerabilidades de segurança importantes, denominadas "Meltdown" e "Specter", que afetam os microprocessadores de quase todos os computadores do mundo.
- 2019 — Chang'e 4, da Administração Espacial Nacional da China (CNSA), se torna a primeira espaçonave a pousar no lado oculto da Lua.
- 2020 — O general iraniano Qasem Soleimani é morto por um ataque aéreo americano perto do Aeroporto Internacional de Bagdá, gerando preocupações globais sobre um potencial conflito armado.
- 2024 — Atentados terroristas em Kerman, Irã, resultam na morte de mais de 80 pessoas, quando uma cerimônia comemorativa que marcava o assassinato de Qasem Soleimani.

## Nascimentos

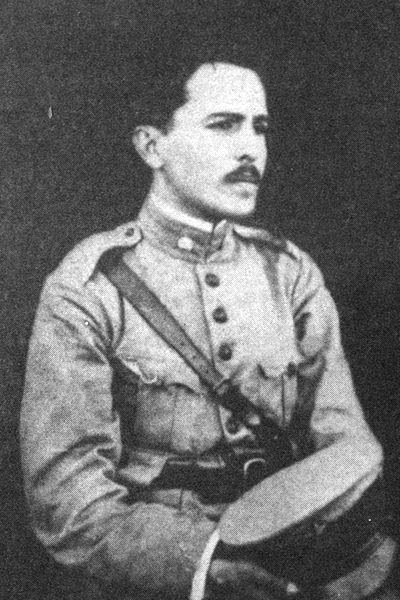
Luís Carlos Prestes

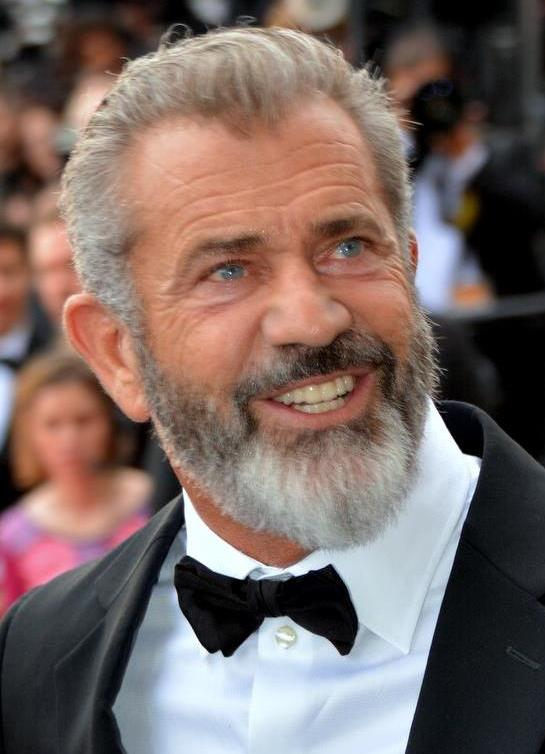
Mel Gibson

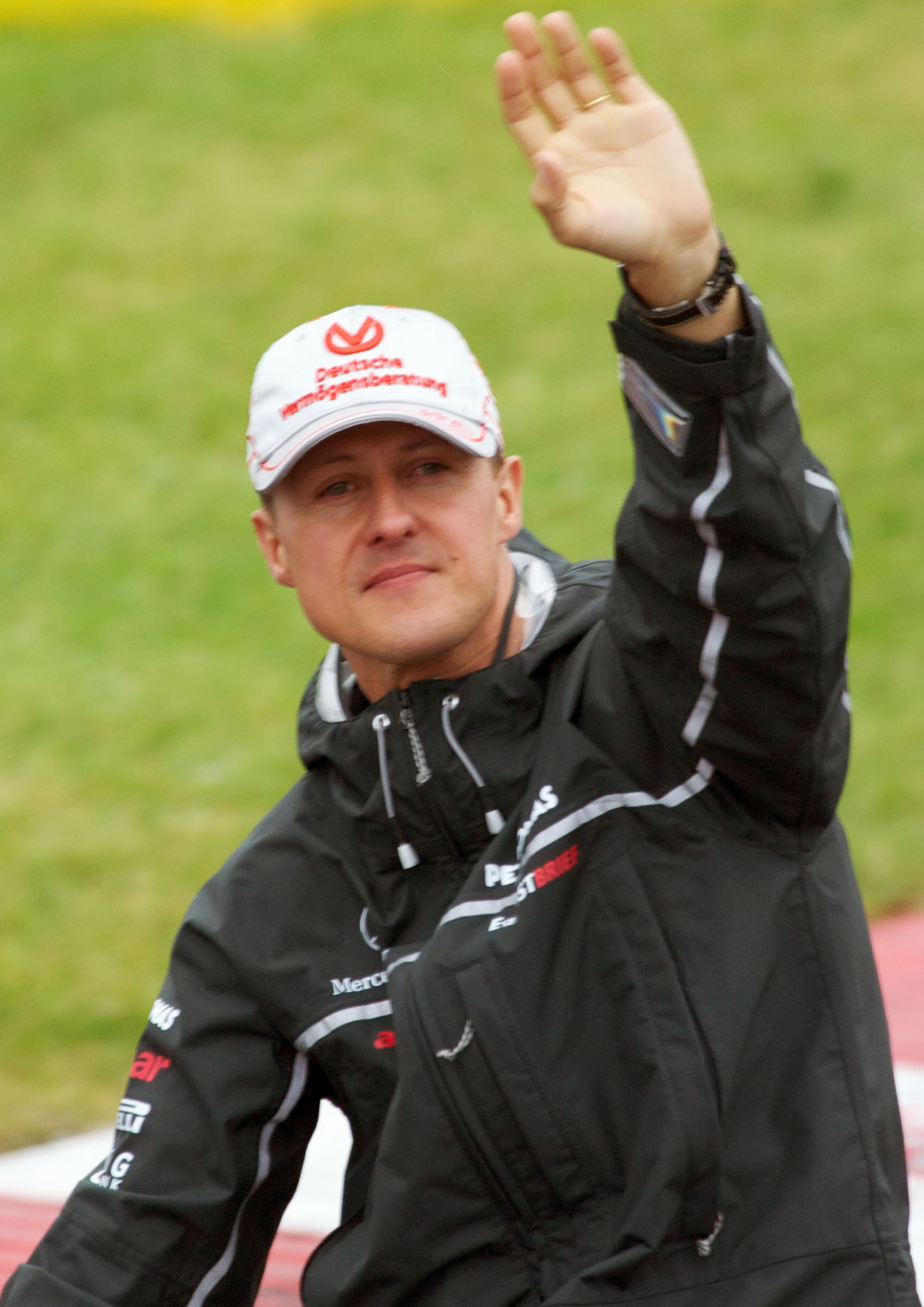
Michael Schumacher

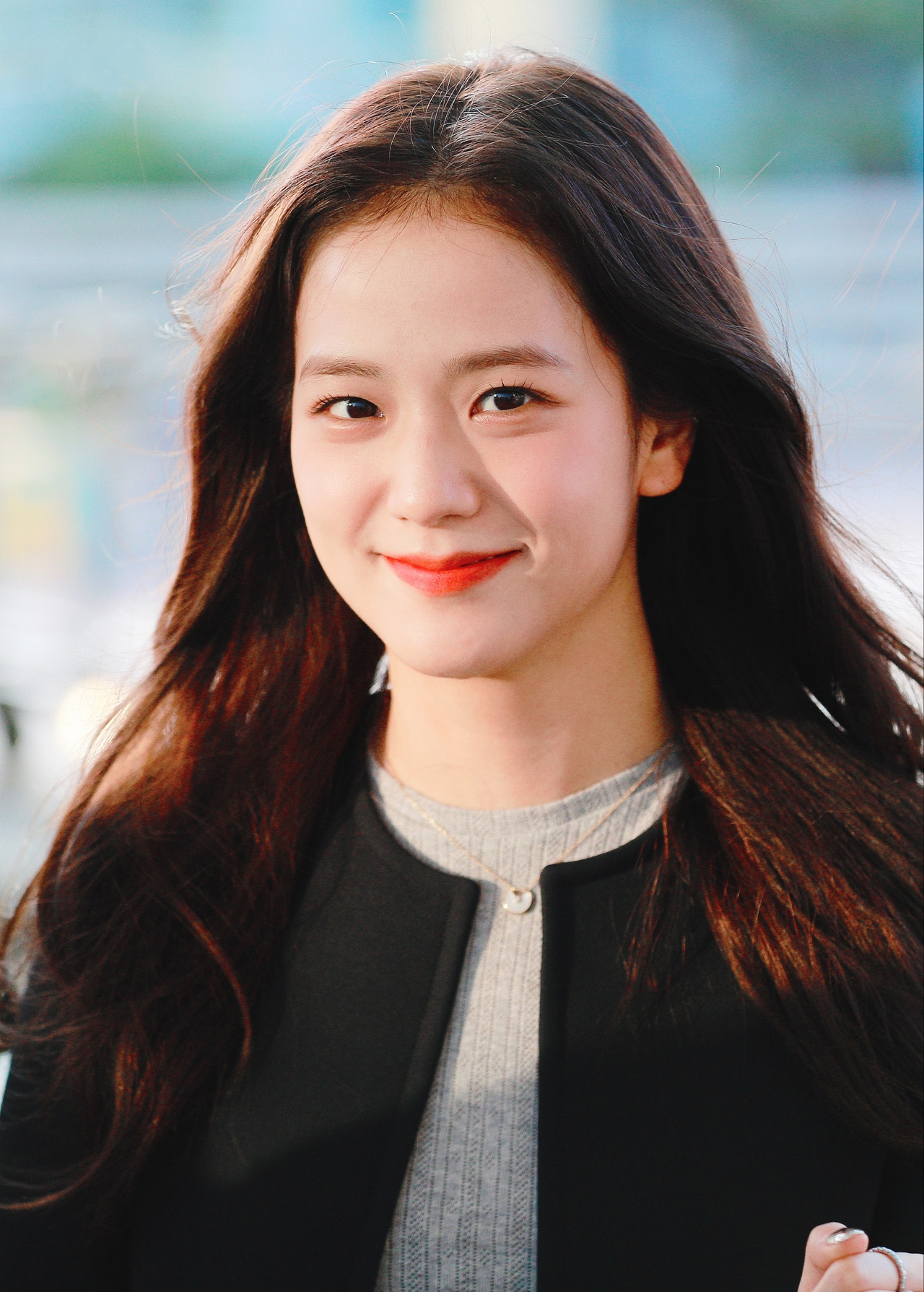
Kim Ji-soo

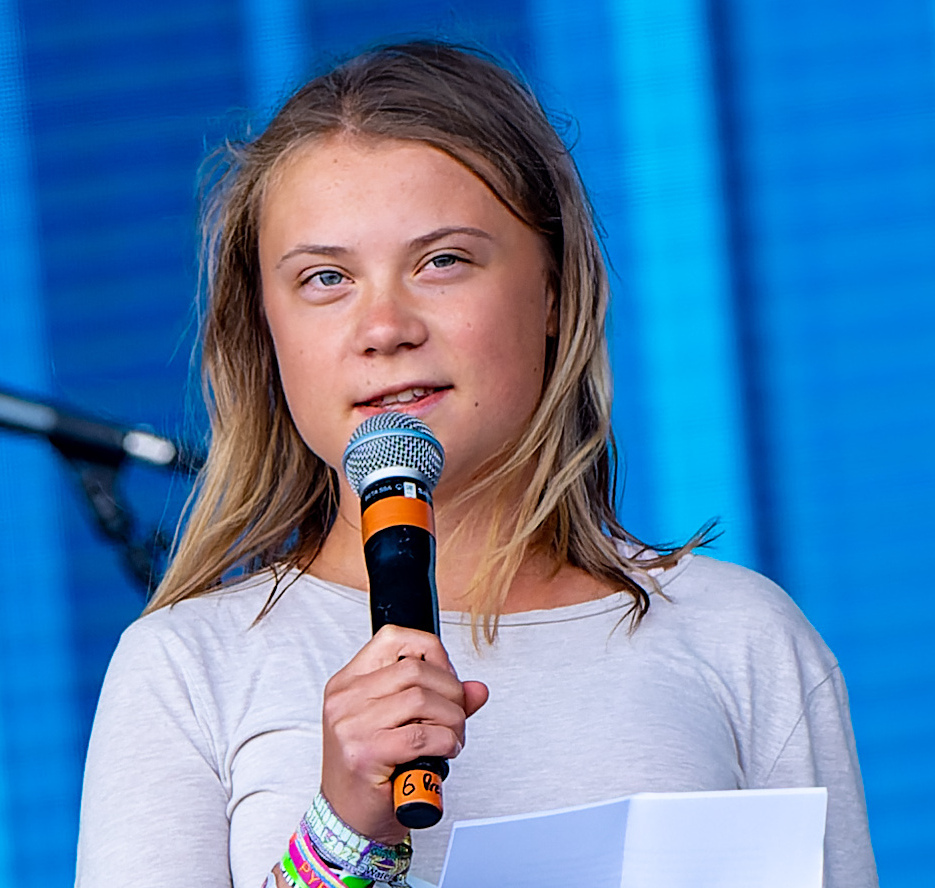
Greta Thunberg

### Anteriores ao século XIX
- 106 a.C. — Cícero, político e orador romano (m. 43 a.C.).
- 1195 — Tsuchimikado, imperador japonês (m. 1231).
- 1290 — Constança de Portugal, Rainha de Castela (m. 1313).
- 1509 — Gian Girolamo Albani, cardeal italiano (m. 1591).
- 1694 — Paulo da Cruz, santo católico italiano (m. 1775).
- 1698 — Pietro Metastasio, poeta e compositor italiano (m. 1782).
- 1722 — Fredric Hasselquist, biólogo e explorador sueco (m. 1752).
- 1793 — Lucretia Mott, ativista estadunidense (m. 1880).

### Século XIX
- 1803 — Douglas William Jerrold, jornalista e dramaturgo britânico (m. 1857).
- 1806 — Henriette Sontag, soprano e atriz alemã (m. 1854).
- 1810 — Antoine Thomson d'Abbadie, geógrafo, etnólogo, linguista e astrônomo francês (m. 1897).
- 1812 — William Ballantine, advogado britânico (m. 1887).
- 1816 — Samuel C. Pomeroy, empresário e político estadunidense (m. 1891).
- 1819 — Charles Piazzi Smyth, astrônomo e acadêmico ítalo-britânico (m. 1900).
- 1836 — Sakamoto Ryoma, samurai e líder rebelde japonês (m. 1867).
- 1840 — Damião de Veuster, sacerdote e missionário flamengo (m. 1889).
- 1860 — Luís José de Matos, empresário luso-brasileiro (m. 1926).
- 1861
  - Ernest Renshaw, tenista britânico (m. 1899).
  - William Renshaw, tenista britânico (m. 1904).
- 1866 — Emiliano Perneta, poeta, advogado e jornalista brasileiro (m. 1921).
- 1873 — Otto Loewi, farmacêutico alemão (m. 1961).
- 1875 — Aléxandros Diomídis, banqueiro e político grego (m. 1950).
- 1876 — Wilhelm Pieck, carpinteiro e político alemão (m. 1960).
- 1877 — Josephine Hull, atriz estadunidense (m. 1957).
- 1880 — Francis Browne, padre jesuíta e fotógrafo irlandês (m. 1960).
- 1883 — Clement Attlee, soldado, advogado e político britânico (m. 1967).
- 1884 — Raoul Koczalski, pianista e compositor polonês (m. 1948).
- 1885 — Harry Elkins Widener, empresário estadunidense (m. 1912).
- 1886 — John Gould Fletcher, poeta e escritor estadunidense (m. 1950).
- 1887 — August Macke, pintor franco-alemão (m. 1914).
- 1892 — J. R. R. Tolkien, escritor, poeta e filólogo britânico (m. 1973).
- 1894 — ZaSu Pitts, atriz estadunidense (m. 1963).
- 1897 — Marion Davies, atriz e comediante estadunidense (m. 1961).
- 1898
  - Carlos Keller, historiador, acadêmico e político chileno (m. 1974).
  - Luís Carlos Prestes, político brasileiro (m. 1990).

### Século XX

#### 1901–1950
- 1901
  - Eric Voegelin, filósofo e cientista político alemão (m. 1985).
  - Ngo Dinh Diem, político vietnamita (m. 1963).
- 1905
  - Dante Giacosa, engenheiro italiano (m. 1996).
  - Anna May Wong, atriz estadunidense (m. 1961).
- 1907 — Ray Milland, ator e diretor anglo-estadunidense (m. 1986).
- 1909 — Victor Borge, pianista e maestro dinamarquês-estadunidense (m. 2000).
- 1910 — John Sturges, diretor e produtor estadunidense (m. 1992).
- 1912 — Federico Borrell García, soldado espanhol (m. 1936).
- 1915 — Jack Levine, pintor e soldado estadunidense (m. 2010).
- 1917 — Albert Mol, escritor e ator neerlandês (m. 2002).
- 1920
  - Siegfried Buback, advogado e político alemão (m. 1977).
  - Renato Carosone, cantor, compositor e pianista italiano (m. 2001).
- 1921
  - Chetan Anand, diretor e roteirista indiano (m. 1997).
  - Isabella Bashmakova, historiadora da matemática russa (m. 2005).
- 1924 — André Franquin, escritor e ilustrador belga (m. 1997).
- 1926
  - W. Michael Blumenthal, economista e político estadunidense.
  - George Martin, produtor musical, músico e maestro britânico (m. 2016).
- 1929
  - Sergio Leone, diretor, produtor e roteirista italiano (m. 1989).
  - Ernst Mahle, compositor e maestro teuto-brasileiro.
  - Gordon Moore, empresário estadunidense (m. 2023).
- 1930 — Robert Loggia, ator e diretor estadunidense (m. 2015).
- 1932 — Dabney Coleman, ator estadunidense (m. 2024).
- 1934
  - Marpessa Dawn, atriz, cantora e dançarina franco-estadunidense (m. 2008).
  - Carla Anderson Hills, advogada e política estadunidense.
- 1933 — Lucia Borges Maggi, empresária brasileira.
- 1936 — Artur da Távola, político e jornalista brasileiro (m. 2008).
- 1937 — Glen A. Larson, diretor, produtor e roteirista estadunidense (m. 2014).
- 1939
  - Arik Einstein, cantor, compositor e ator israelense (m. 2013).
  - Bobby Hull, jogador canadense de hóquei no gelo (m. 2023).
- 1944 — Doreen Massey, geógrafa e ativista política (m. 2016).
- 1945
  - Stephen Stills, cantor, compositor, guitarrista e produtor estadunidense.
  - Reginaldo Leme, jornalista brasileiro.
- 1946 — John Paul Jones, baixista, compositor e produtor britânico.
- 1950
  - Victoria Principal, atriz e empresária estadunidense.
  - Vesna Vulović, sobrevivente de acidente aeronáutico sérvia (m. 2016).

#### 1951–2000
- 1951 — Rosa Montero, escritora e jornalista espanhola.
- 1952
  - Esperanza Aguirre, funcionária pública e política espanhola.
  - Gianfranco Fini, jornalista e político italiano.
  - Jim Ross, comentarista de luta livre profissional estadunidense.
- 1953
  - Mohammed Waheed Hassan, educador e político maldivo.
  - Mário Eugênio Rafael de Oliveira, jornalista brasileiro (m. 1984).
- 1955 — Willy T. Ribbs, ex-automobilista estadunidense.
- 1956 — Mel Gibson, ator, diretor, produtor e roteirista estadunidense-australiano.
- 1958 — Bia Montez, atriz brasileira.
- 1960 — Washington César Santos, futebolista brasileiro (m. 2014).
- 1962
  - Darren Daulton, jogador de beisebol estadunidense (m. 2017).
  - Gavin Hastings, jogador de rúgbi britânico.
- 1963 — DJ Marlboro, compositor,empresário e produtor musical brasileiro.
- 1964 — Bruce LaBruce, diretor, produtor e roteirista canadense.
- 1965 — Ricardo Prado, ex-nadador brasileiro.
- 1966 — Elizeu Gomes, cantor, compositor, pastor e músico brasileiro.
- 1968 — Matheus Nachtergaele, ator brasileiro.
- 1969 — Michael Schumacher, ex-automobilista alemão.
- 1970 — Álvaro González de Galdeano, ex-ciclista espanhol.
- 1974
  - Alessandro Petacchi, ciclista italiano.
  - MV Bill, rapper e ator brasileiro.
- 1975
  - Jason Marsden, ator estadunidense.
  - Danica McKellar, atriz, escritora e matemática estadunidense.
  - Thomas Bangalter, DJ, músico e produtor francês.
- 1976
  - Angelos Basinas, futebolista grego.
  - Lee Hyung-taik, tenista sul-coreano.
- 1977
  - Lee Bowyer, futebolista britânico.
  - A. J. Burnett, jogador de beisebol estadunidense.
- 1978
  - Dimitra Kalentzou, jogadora de basquete grega.
  - Geraldo Guimarães, cantor brasileiro.
- 1979
  - Adriano Vieira Louzada, futebolista brasileiro.
  - Paulo Vilhena, ator brasileiro.
  - Lucas Severino, ex-futebolista brasileiro.
- 1980
  - Bryan Clay, decatleta estadunidense.
  - David Tyree, jogador de futebol americano estadunidense.
  - Kurt Vile, cantor, compositor, guitarrista e produtor estadunidense.
  - Mary Wineberg, velocista estadunidense.
  - Federico Insúa, futebolista argentino.
  - Federico Luzzi, tenista italiano (m. 2008).
  - Claudio Maldonado, futebolista chileno.
- 1981
  - Eli Manning, jogador de futebol americano estadunidense.
  - Eduardo Moya, futebolista espanhol.
- 1982 — Luca Tesconi, atirador olímpico italiano.
- 1983 — Ross Edgar, ciclista escocês.
- 1984 — Brooke Williams, atriz neozelandesa.
- 1985
  - Linas Kleiza, jogador de basquete lituano.
  - Chandelly Braz, atriz brasileira.
- 1986
  - Joana Marques, humorista e guionista portuguesa
- 1987 — Luiz Carlos Nascimento Júnior, futebolista brasileiro.
- 1988
  - Bela Gil, culinarista e apresentadora de televisão brasileira.
  - J. R. Hildebrand, automobilista estadunidense.
- 1989 — Kohei Uchimura, ginasta artístico japonês.
- 1990 — Yoichiro Kakitani, futebolista japonês.
- 1991
  - Sebastien Faure, futebolista francês.
  - Goo Ha-ra, cantora, modelo e atriz sul-coreana (m. 2019).
- 1992 — Doug McDermott, jogador de basquete estadunidense.
- 1993
  - Shi Jinglin, nadadora chinesa.
  - Ro Chol-ok, futebolista norte-coreana.
- 1994 — Isaquias Queiroz, canoísta de velocidade brasileiro.
- 1995
  - Kim Ji-soo, cantora, modelo e atriz sul-coreana.
  - Tonatiuh Elizarraraz, ator estadunidense.
- 1996
  - Florence Pugh, atriz britânica.
  - Léo Ortiz, futebolista brasileiro.
- 1997 — Carlos Rodríguez, futebolista mexicano.
- 1998 — Hugo Moura, futebolista brasileiro.
- 2000 — Mattia Bottolo, jogador de voleibol italiano.

### Século XXI
- 2001 — Deni Avdija, jogador de basquete israelense-sérvio.
- 2002 — Nico González, futebolista espanhol.
- 2003 — Greta Thunberg, ativista ambiental sueca.

## Mortes

### Anteriores ao século XIX
- 0236 — Papa Antero (n. 180).
- 0323 — Yuan de Jin, imperador chinês (n. 276).
- 1028 — Fujiwara no Michinaga, nobre japonês (n. 966).
- 1322 — Filipe V de França (n. 1293).
- 1437 — Catarina de Valois, rainha consorte da Inglaterra (n. 1401).
- 1497 — Beatriz d'Este, duquesa de Bari e Milão (n. 1475).
- 1501 — Alicher Navoi, poeta, linguista e místico turco (n. 1441).
- 1543 — João Rodrigues Cabrilho, navegador e explorador português (n. 1499).
- 1571 — Joaquim II Heitor, Eleitor de Brandemburgo (n. 1505).
- 1641 — Jeremiah Horrocks, astrônomo inglês (n. 1618).
- 1643 — Rodrigo da Cunha, prelado português (n. 1577).
- 1670 — George Monck, 1.º Duque de Albemarle, soldado e político inglês (n. 1608).
- 1701 — Luís I, Príncipe de Mônaco (n. 1642).
- 1705 — Luca Giordano, pintor e ilustrador italiano (n. 1634).
- 1721 — Juan Núñez de la Peña, investigador e historiógrafo espanhol (n. 1641).
- 1785 — Baldassare Galuppi, compositor italiano (n. 1706).
- 1795 — Josiah Wedgwood, oleiro britânico (n. 1730).

### Século XIX
- 1826 — Louis-Gabriel Suchet, general francês (n. 1770).
- 1871 — Ciríaco Elias Chavara, religioso carmelita indiano (n. 1805).
- 1875 — Pierre Larousse, gramático e enciclopedista francês (n. 1817).
- 1882 — William Harrison Ainsworth, escritor britânico (n. 1805).
- 1886 — Sheldon Amos, jurista britânico (n. 1835).

### Século XX
- 1903 — Alois Hitler, funcionário público austríaco (n. 1837).
- 1911 — Alexandros Papadiamantis, jornalista, tradutor e escritor grego(n. 1851).
- 1923 — Jaroslav Hašek, escritor e jornalista tcheco (n. 1883).
- 1927 — Carl Runge, matemático alemão (n. 1856).
- 1931 — Joseph Joffre, general francês (n. 1852).
- 1933 — Wilhelm Cuno, político alemão (n. 1876).
- 1944 — Jurgis Baltrušaitis, poeta e diplomata lituano (n. 1873).
- 1945
  - Edgar Cayce, médium estadunidense (n. 1877).
  - Ferdinand Ossendovski, escritor, jornalista e ativista político polonês (n. 1878).
- 1956 — Joseph Wirth, político alemão (n. 1879).
- 1967
  - Mary Garden, soprano operística britânica (n. 1874).
  - Reginald Punnett, biólogo e geneticista britânico (n. 1875).
  - Jack Ruby, empresário e assassino estadunidense (n. 1911).
- 1970 — Gladys Aylward, missionária cristã britânica na China (n. 1902).
- 1979 — Conrad Hilton, empresário estadunidense (n. 1887).
- 1980 — Joy Adamson, naturalista austríaca (n. 1910).
- 1981 — Alice de Albany, princesa britânica (n. 1883).
- 1984 — Ivete Vargas, política brasileira (n. 1927).
- 1989 — Sergei Sobolev, matemático russo (n. 1908).
- 1992 — Judith Anderson, atriz australiana (n. 1897).
- 1997 — Gregório Warmeling, bispo católico brasileiro (n. 1918).

### Século XXI
- 2005 — Will Eisner, quadrinista estadunidense (n. 1917).
- 2006
  - Carlos Cáceres Monteiro, jornalista português (n. 1948).
  - Robertinho do Acordeon, acordeonista brasileiro (n. 1939).
- 2007 — William Verity Jr., empresário e político estadunidense (n. 1917).
- 2008
  - Jimmy Stewart, automobilista britânico (n. 1931).
  - Yo-Sam Choi, boxeador sul-coreano (n. 1972).
  - Henri Chopin, poeta francês (n. 1922).
  - Mary Marques, supercentenária portuguesa (n. 1896).
- 2009
  - Pat Hingle, ator estadunidense (n. 1923).
  - Mamduk Jamal, militar palestino (n. 1959).
  - Hisayasu Nagata, político japonês (n. 1969).
- 2010
  - Gustavo Becerra-Schmidt, compositor e acadêmico chileno-alemão (n. 1925).
  - Mary Daly, teóloga e estudiosa estadunidense (n. 1928).
  - John Keith Irwin, sociólogo estadunidense (n. 1929).
  - Roberto Roney, comediante brasileiro (n. 1939).
  - Tibet, quadrinista francês (n. 1931).
- 2011
  - Anatoliy Skorokhod, matemático ucraniano (n. 1930).
  - Geraldo Flach, compositor e produtor musical brasileiro (n. 1945).
- 2012
  - Vicar, cartunista chileno (n. 1934).
  - Josef Škvorecký, escritor e editor tcheco-canadense (n. 1924).
  - Bob Weston, guitarrista e compositor britânico (n. 1947).
- 2013 — Sergiu Nicolaescu, cineasta romeno (n. 1930).
- 2014
  - Alicia Rhett, atriz e pintora estadunidense (n. 1915).
  - Saul Zaentz, produtor de cinema estadunidense (n. 1921).
- 2015
  - Edward Brooke, capitão e político estadunidense (n. 1919).
  - Chico de Assis, dramaturgo brasileiro (n. 1933).
- 2016
  - Paul Bley, pianista e compositor canadense-estadunidense (n. 1932).
  - Peter Naur, cientista da computação, astrônomo e acadêmico dinamarquês (n. 1928).
- 2017 — Vida Alves, atriz, escritora e apresentadora brasileira (n. 1928).
- 2020
  - Qasem Soleimani, major-general iraniano, comandante da Força Quds iraniana (n. 1957).
  - Antonio Ricardo Droher Rodrigues, físico brasileiro (n. 1951).
- 2023
  - Elena Huelva, ativista espanhola pela luta contra o câncer (n. 2002).
  - Walter Cunningham, astronauta estadunidense (n. 1932).
  - Rita de Cássia, cantora e compositora cearense (n. 1972).
- 2024
  - João Carreiro, músico e cantor sertanejo brasileiro (n. 1982).
  - Quinho do Salgueiro, sambista brasileiro (n. 1957).

## Feriados e eventos cíclicos
- Periélio da Terra

### Brasil
- Dia do Juizado de Menores.

#### Municipais
- Aniversário do Município de Ananindeua, PA
- Aniversário do Município de Jardim, CE

### Cristianismo
- Ciríaco Elias Chavara
- Genoveva de Paris
- Papa Antero
- Santíssimo Nome de Jesus

## Outros calendários
- No calendário romano era o 3.º dia (III) antes das nonas de janeiro.
- No calendário litúrgico tem a letra dominical C para o dia da semana.
- No calendário gregoriano a epacta do dia é xxviii.